# Cerbeni
Cerbeni – wieś w Rumunii, w okręgu Aluta, w gminie Sâmburești. W 2011 roku liczyła 112 mieszkańców.